# Wake Up Dead
Wake Up Dead — сингл американской треш-метал-группы Megadeth с альбома Peace Sells...But Who's Buying?, выпущенный в 1986 году. Этот сингл стал первым в дискографии группы. «Wake Up Dead» наряду с заглавной песней альбома «Peace Sells» исполняется практически на каждом концерте.

## О песне
Это песня о мужчине, который изменяет своей жене (или подруге). Он пробирается тайком в свой дом, ведь если жена узнает, что у него есть любовница — она его убьет. Мастейн сказал, что «Wake Up Dead» была написана об его измене девушке, с которой жил. Он остался с ней, потому что в то время был бездомным и нуждался в месте, где мог бы остановиться. Дэйв был влюблён в другую девушку и думал, что та, с которой он жил, сойдёт с ума и убьёт его, узнав об измене, потому ему пришлось уйти от неё.

## Музыкальное видео
Клип, выпущенный 28 апреля 1987 года, был снят режиссёром Пенелопа Сфирис. Видео начинается со сцены, окружённой металлическим забором. Фанаты собираются вокруг и устремляется к сцене, а группа начинает выступать. Фанаты толпятся и взбираются на забор, пока группа играет.

## Список композиций
7" Wake Up Dead
1. «Wake Up Dead»
2. «Good Mourning/Black Friday» (концерт)

12" Wake Up Dead
1. «Wake Up Dead»
2. «Good Mourning/Black Friday» (концерт)
3. «Devil's Island» (концерт)[5]

## Участники записи
- Дэйв Мастейн — гитара, вокал
- Дэвид Эллефсон — бас-гитара, бэк-вокал
- Крис Поланд — гитара
- Гар Самуэльсон — барабаны

## Позиции в чартах
| Чарт (1986)               | Позиция |
| ------------------------- | ------- |
| Великобритания UK Singles | 65      |